# Grb Paragvaja
Grb Paragvaja bijele je boje s crvenim krugom na kojem je natpis "República del Paraguay" (Republika Paragvaj). Unutar grba nalaze se maslinova i palmina grana. U samoj sredini grba je žuta zvijezda na plavoj pozadini.

## Povijesni grbovi
- Iz 1842.
- Po Meyersu